# Dennenpiekhaarkelkje
Het dennenpiekhaarkelkje (Hyalopeziza trichodea) is een schimmel behorend tot de familie Hyaloscyphaceae. Het leeft saprotroof op verterende, zwart geworden naalden van Den (Pinus).

## Verspreiding
In Nederland komt het uiterst zeldzaam voor. Het staat niet op de rode lijst en het is niet bedreigd.